# Amanoa guianensis
Amanoa guianensis là một loài thực vật có hoa trong họ Diệp hạ châu. Loài này được Aubl. mô tả khoa học đầu tiên năm 1775.